# جاك بروير (لاعب كرة قاعدة)
جاك بروير (بالإنجليزية: Jack Brewer)‏ هو لاعب كرة قاعدة أمريكي، ولد في 21 أبريل 1918 في لوس أنجلوس في الولايات المتحدة، وتوفي في 30 نوفمبر 2003 في Sun City, Menifee, California ‏ في الولايات المتحدة.

## وصلات خارجية
- جاك بروير على موقع دوري كرة القاعدة الرئيسي (الإنجليزية)
- جاك بروير على موقعبيزبول رفرنس.كوم (الدوري الرئيسي) (الإنجليزية)
- جاك بروير على موقعبيزبول رفرنس.كوم (الدوري الثانوي) (الإنجليزية)
- جاك بروير على موقع مشجعي الرسوم البيانية (الإنجليزية)